# Серрано, Фернандо
Мануэль Фернандо Серрано Урибе (исп. Manuel Fernando Serrano Uribe; 30 мая 1789 — 15 февраля 1819) — южноамериканский военный и политический деятель, последний президент Соединённых провинций Новой Гранады.

## Биография
Родился в 1789 году в Матансе, вице-королевство Новая Гранада; его родителями были Педро Хавьер Серрано-и-Дуран и Антония де Урибе-и-Мантилья. Он окончил университет Нуэстра-Сеньора-дель-Росарио в Санта-Фе-де-Богота по специальности «право»; во время учёбы в Боготе он женился на Росе Кальдерон Эстрада.
Во время революционных событий 1810 года Хуан Бастус-и-Файя, губернатор провинции Хирон, был смещён 4 июля народными массами, а сама провинция объединилась с несколькими соседними в новую провинцию Памплона; Серрано был избран спикером Верховной Хунты Памплоны. После роспуска Хунты он вступил в республиканскую армию, хорошо себя проявил на военном поприще, и в 1812 году стал губернатором провинции Памплона.
В 1815 году в Памплону с территории Венесуэлы вторглись испанские войска. Серрано выслал семью в Боготу а сам, будучи не в состоянии противостоять превосходящим силам противника, отступил вместе с армией.
10 июля 1816 года президент Соединённых провинций Новой Гранады Кустодио Гарсиа Ровира был схвачен испанцами, страна осталась без лидера. Генерал Мануэль Вальдес собрал в Арауке остававшихся на свободе руководителей сопротивления, и 16 июля они избрали Фернандо Серрану новым президентом страны, а Франсиско де Паулу Сантандера — главнокомандующим.
Однако испанцев уже было не остановить, и новогранадцы были вынуждены отступить в Венесуэлу. 16 сентября 1816 года венесуэльский генерал Хосе Антонио Паэс, прибыв в Касанакре, решил ликвидировать должность президента Соединённых провинций Новой Гранады, а оставшиеся новогранадские войска включить в состав венесуэльской армии. Осознавая ситуацию, Серрано принял неизбежное, и продолжил сражаться с испанцами в рядах венесуэльской армии.
В 1819 году Симон Боливар пригласил Серрану в состав Ангостурского конгресса — законодательного органа для освобождённой от испанцев территории северной части Южной Америки. Серрано принял приглашение, однако он был в плохом состоянии из-за полученных во время боевых действий ранений, и по дороге в Ангостуру скончался.